# جبال الغات الشرقية

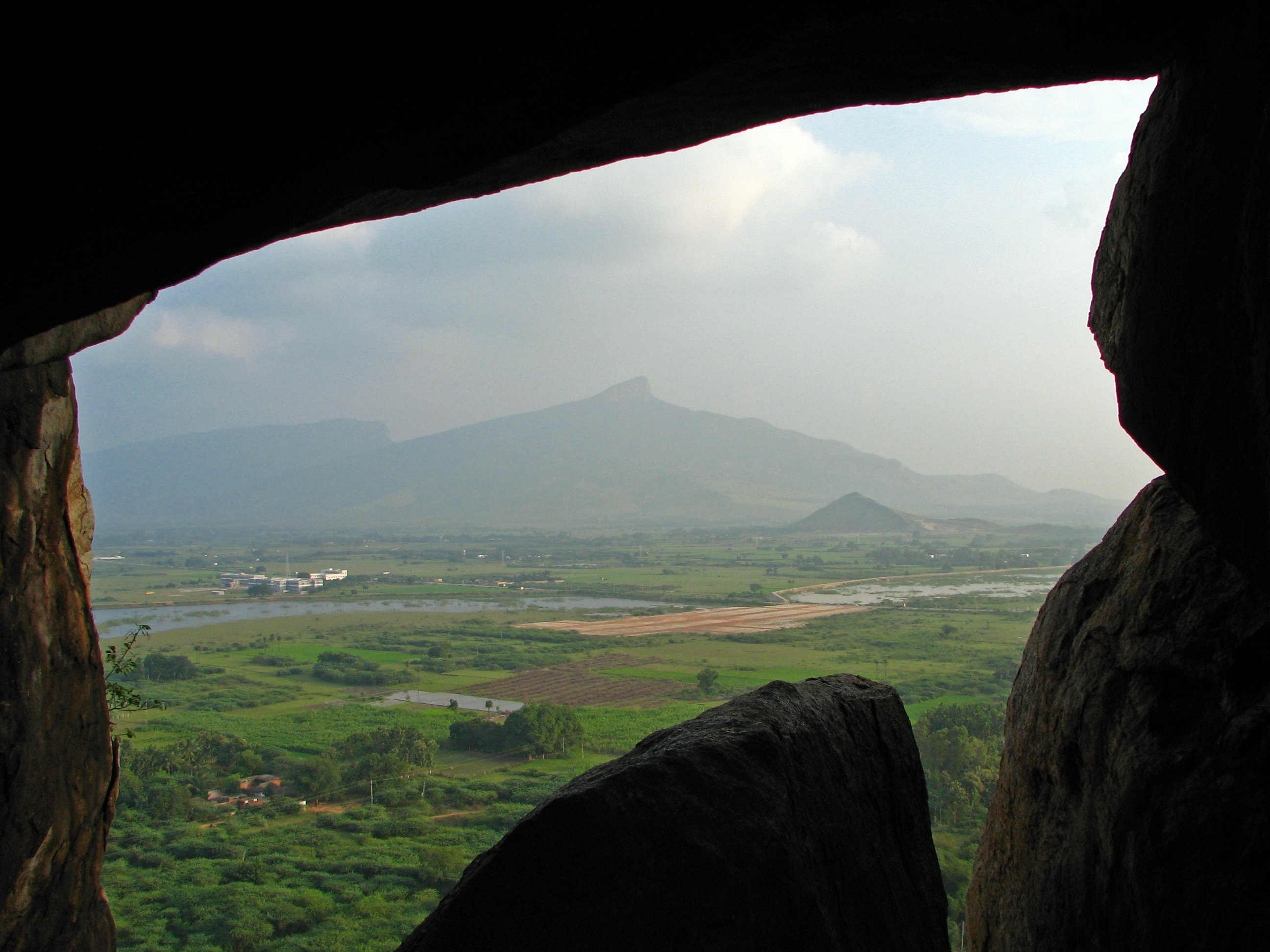
صورة من داخل كهف في جبال الغات الشرقية في أندرا برديش.

جبال الغات الشرقية هي سلسلة جبلية منقطعة على طول الساحل الشرقي للهند، وتمتد السلسلة الجبلية من ولاية بنغال الغربية شمالاً، ومروراً إلى أوريسا، وأندرا برديش، وانتهاءً بتامل نادو جنوباً، وبعض الأجزاء في كارناتاكا.